# 다니오 고야
다니오 고야(일본어: 谷尾 昂也, 1992년 5월 29일 ~ )는 일본의 축구 선수이다.

## 구단 경력
과거 가와사키 프론탈레, 가이나레 돗토리에서 활동하였다.